# تاريخ البيوريتانيين منذ عام 1649

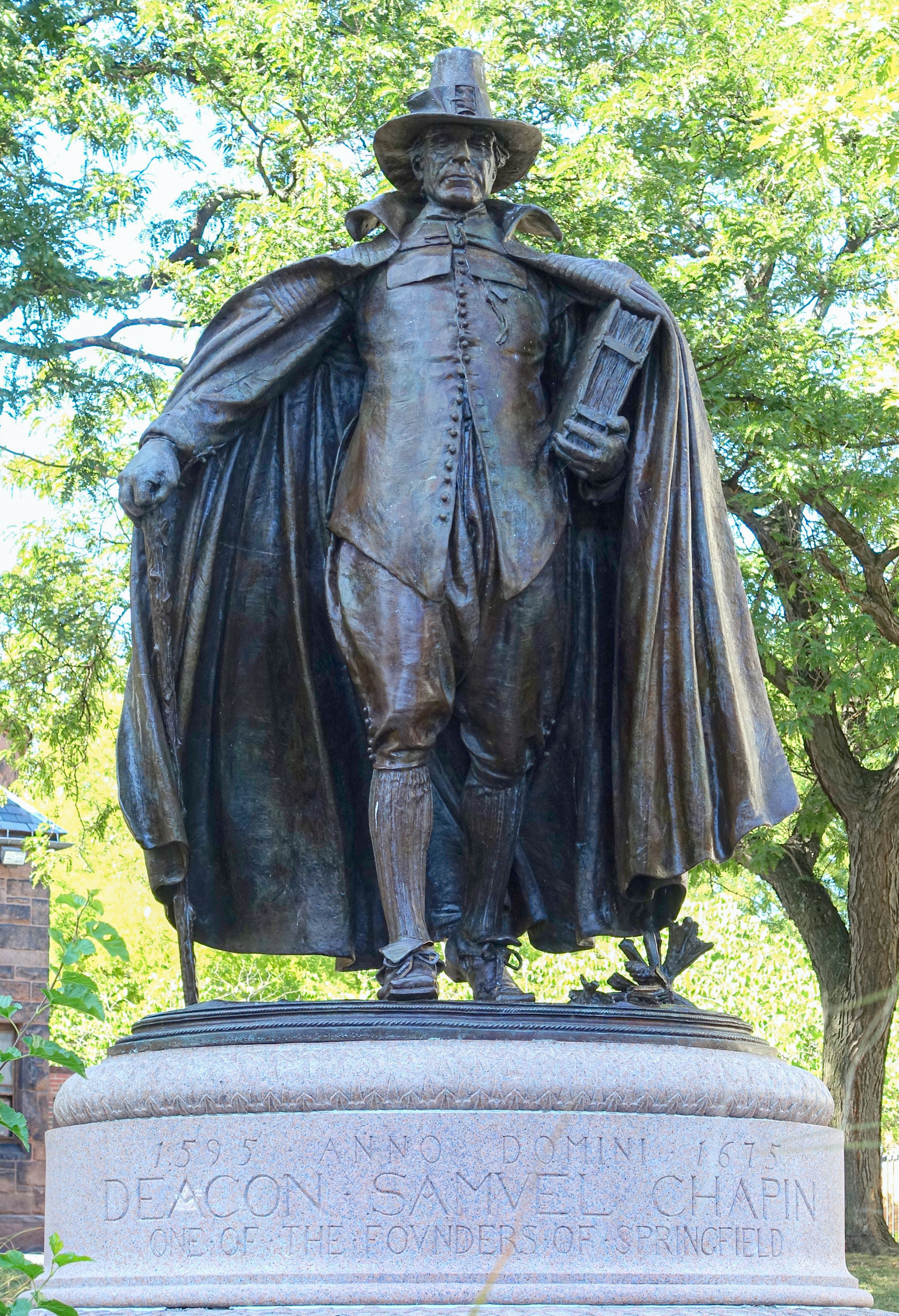

كان البيوريتانيون في الكومنولث الإنجليزي من عام 1649 إلى عام 1660 متحالفين مع سلطة الدولة التي كان يسيطر عليها النظام العسكري، برئاسة اللورد أوليفر كرومويل حتى وفاته عام 1658. اقتحم البيوريتانيون العديد من مراكز الطوائف الدينية، ومنها المجموعة المشيخية التي ضمت معظم رجال الدين، لكنها كانت ضعيفة في السلطة السياسية بسبب تعاطف كرومويل مع المستقلين الدينيين. خلال هذه الفترة، أصبح مصطلح «البيوريتانية» موضع نقاش كبير، وخاصة على الصعيد البريطاني، على الرغم من اختلاف الوضع تمامًا في نيو إنجلاند. بعد استرداد الإنجليز مؤتمر سافوي وقانون التوحيد رقم 1662، أُخرج معظم القساوسة البيوريتانيين من كنيسة إنجلترا، وتغيرت قواعد الحركة البيوريتانية على مدى بضعة عقود تالية لتتكون مجموعات الكنائس المشيخية والأبرشية، التي تعمل قدر المستطاع لتكون معارضة تحت ظل الأنظمة المتغيرة.

## فترة خلو العرش الإنجليزي، 1649-1660

### فشل الكنيسة المشيخية، 1649-1654
تميزت إنجلترا في فترة خلو العرش الإنجليزي بالتنوع الديني. مع إنشاء الكومنولث الإنجليزي عام 1649، تغيرت الحكومة لتصبح تحت اسم «مجلس الدولة الإنجليزي»، وهو مجموعة يسيطر عليها أوليفر كرومويل للدفاع عن الحريات الدينية. بناءً على طلب كرومويل، ألغى برلمان رامب في عام 1650 قانون التوحيد رقم 1558، ما يعني عدم وجود شرط قانوني لحضور الأفراد خدمات الكنيسة الحاكمة في أثناء وجود كنيسة رسمية في إنجلترا تابعة لنظام حكم المشيخية.
ألغى البرلمان الطويل في عام 1646 حكومة الأساقفة في كنيسة إنجلترا واستبدل بها نظام المشيخية، وصوت لاستبدال دليل العبادة العامة بـكتاب الصلاة المشتركة. نُفذت هذه الإصلاحات فعليًا في الكنيسة ببطء شديد وذلك لعدة أسباب:
- في العديد من المناطق -خاصة تلك التي كانت ملكيّة خلال الحروب الأهلية والتي كانت أعداد البيوريتانيين فيها منخفضة- كان الأساقفة وكتاب الصلاة المشتركة شائعين، وواصل القساوسة تجمعاتهم وممارسة العبادة بشكل عادي.
- عارض المستقلون الدينيون هذا المخطط، وبدؤوا يجمعون بعضهم لتكوين كنائس جماعية.
- إلا أن رجال الدين الذين فضلوا المشيخية لم يُعجبوا بطقوس البرلمان الطويل الدينية، لتضمنها العنصر الإيراستي المنسوب للطبيب ورجل الدين توماس إيرستوس في الطقس الديني الذي يؤديه مندوب الكنيسة. ولهذا، كان البعض أقل حماسًا لتنفيذ مخطط البرلمان الطويل.
- منذ إلغاء مكتب الأسقف في الكنيسة، دون وجود أي بديل له، لم يكن هناك تدخل لأي أحد لفرض المخطط المشيخي الجديد على الكنيسة، لذا، كان المزيج بين المعارضة واللامبالاة يعني عدم حصول الكثير.

مع إلغاء قانون التوحيد، تداعى التوحيد الديني حتى إن مجرد التظاهر بوجوده قد تداعى أيضًا. وهكذا، في أثناء هيمنة المشيخيين (على الأقل من الناحية النظرية) داخل الكنيسة المهيمنة، كان أولئك الذين عارضوا المشيخية في الحقيقة أحرارًا في بدء سلوكهم بالطريقة التي يريدونها. تمكن الانفصاليون الذين أسسوا منظمة كنيستهم في السابق في الخفاء من العبادة علانية. على سبيل المثال، نظم أول المعمدانيين الإنجليز أنفسهم في وقت مبكر من عام 1616، في سرية تامة، تحت قيادة هنري جاكوب وجون لوثروب وهنري جيسي. ومع ذلك، فقد كانوا أقل سرية. بدأ قساوسة آخرون -والذين فضلوا طريق نيو إنجلاند الأبرشية- بإقامة تجمعاتهم الخاصة خارج الكنيسة المهيمنة. نُظم العديد من الطوائف خلال هذا الوقت. ليس من الواضح ما إذا كانت تسمية هذه الطوائف «البيوريتانية»، لأنهم كانوا يركزون على الكتاب المقدس بشكل أقل من البيوريتانيين الأصليين، ويصرون بدلًا من ذلك إصرارًا شديدًا على أهمية دور الاتصال المباشر مع الروح القدس. تضمنت هذه المجموعات الرانترز، والمجموعة الخامسة لمناصرة الملكية، والباحثون، والمغلتونيين، وكان أبرزها الكويكرز.